# Чемпіонат світу з шосейного бігу
Чемпіонат світу з позашосейного бігу (англ. World Athletics Road Running Championships) є світовою першістю з шосейного бігу, яку кожні два роки, починаючи з 2023, проводитиме Світова легка атлетика.
Після чемпіонату 2025 року, першість буде проводитись щорічно.

## Історія заснування
Принципове рішення про заснування окремого чемпіонату світу з шосейного бігу було прийнято Світовою легкою атлетикою у вересні 2020.
За рік, у листопаді 2021, було оголошено про надання Ризі права провести перший чемпіонат світу восени 2023.
У зв'язку із заснуванням нового чемпіонату, до програми якого входитиме також і напівмарафонська дистанція, припинить свою історію окремий чемпіонат світу з напівмарафону, що проводився з 1992.

## Формат чемпіонату
Тривалість чемпіонату — 2 дні.
Програма чемпіонату первісно передбачала забіги серед чоловіків та жінок дорослої вікової категорії на дві дистанції — напівмарафон та 5 км.
У березні 2022 до програми змагань був доданий шосейний біг на 1 милю.
На кожному чемпіонаті розігруватимуться медалі в особистій та командній першостях на кожній дистанції.

## Першості
| Рік  | Місто         | Дата                |
| ---- | ------------- | ------------------- |
| 2023 | Рига          | 30 вересня-1 жовтня |
| 2025 | скасований[a] |                     |
| 2026 | Копенгаген    | 19-20 вересня       |

a  Первісно, право проведення чемпіонату світу з шосейного бігу 2025 було надано американському Сан-Дієго. Проте, на початку березня 2025 це рішення було скасовано, а оголошення про місто-господаря чемпіонату-2025 відтерміновано. Наприкінці квітня 2025 проведення чемпіонату було остаточно скасовано.